# Demavia Airlines
Demavia Airlines was een Belgische luchtvaartmaatschappij die vrachtvluchten uitvoert vanuit Brussels Airport en Luchthaven Luxemburg-Findel naar Kinshasa en andere bestemmingen in Centraal-Afrika.

## Vloot
- Boeing 747-400F Geleased van Cargolux

- McDonnell Douglas MD-11F